# Sirnitz (Gemeinde Albeck)
Sirnitz ist eine Ortschaft und eine Katastralgemeinde der Gemeinde Albeck mit 298 Einwohnern (Stand: 1. Jänner 2024) im Bezirk Feldkirchen in Kärnten, Österreich. Es ist der Hauptort der Gemeinde Albeck.

## Geographische Lage
Sirnitz liegt im Nordwesten von Feldkirchen in Kärnten.

## Verkehr
Durch Sirnitz führt die Hochrindl-Landesstraße. Die Busse der Linie 5208 fahren die Haltestellen Sirnitz Benesirnitz, ~Hofern, ~Hammer, ~Gh Zauchner und ~Klinglbachl an.